# Piet Wildschut
Pieter Wildschut, né le 25 octobre 1957 à Leeuwarden, est un footballeur néerlandais des années 1970 et 1980.

## Biographie
En tant que défenseur, Pieter Wildschut est international néerlandais à 11 reprises (1978-1982) avec un but inscrit. Sa première sélection est honorée à Tunis, le 5 avril 1978, contre la Tunisie se soldant par une victoire néerlandaise (4-0).
Il participe à la Coupe du monde de football de 1978. Il ne joue que trois matchs sur les six des Oranje : il est remplaçant contre l'Écosse, titulaire contre l'Autriche et la RFA. Il est finaliste de la Coupe du monde.
Son unique but en sélection est marqué à la 19e minute contre la Suisse à Berne, le 11 octobre 1978, mach se soldant par une victoire néerlandaise (3-1). 
Sa dernière sélection est honorée à Eindhoven, le 14 avril 1982, contre la Grèce, qui se solde par une victoire (1-0).
Il joue dans des clubs néerlandais (FC Groningue, FC Twente, PSV Eindhoven et Roda JC) ainsi qu'un club belge (Royal Antwerp FC). Il ne remporte qu'une coupe des Pays-Bas en 1977 avec le FC Twente.
Il émigre aux États-Unis où il dirige une entreprise de logiciels.
Son fils, Rens Wildschut, est un footballeur jouant actuellement au FC Eindhoven.

## Clubs
- 1974-1976 :  FC Groningue
- 1976-1979 :  FC Twente
- 1979-1985 :  PSV Eindhoven
- 1985-1986 :  Royal Antwerp FC
- 1986-1988 :  Roda JC

## Palmarès
- Coupe du monde de football
  - Finaliste en 1978
- Coupe des Pays-Bas de football

- - Vainqueur en 1977
  - Finaliste en 1979 et en 1988